# La Farga (Anglès)
La Farga és un antic complex fabril als afores de la vila d'Anglès (la Selva) constituït en origen per tres elements constructius: La gran nau principal, la nau secundària i la torre. En l'actualitat es poden veure encara les ruïnes d'una construcció que en el seu temps havia estat pensada per ser un alt forn. En aquell emplaçament es volia fondre el ferro que sortia d'una mina que encara actualment es pot veure situada prop del cim del Puig Ventós.
La factoria estaria formada per un o dos alts forns, i s'edificarien uns quants magatzems i quadres i una torre quadrada d'obra vista on s'instal·larien les oficines. L'aigua vindria del Ter, que passa no pas gaire lluny de l'edifici. El projecte es va portar tal com s'havia pensat, però la rendibilitat de la mina va ser nul·la, i la societat va fer fallida.
L'intent de crear una indústria de siderúrgia pesada a Anglès va venir a conseqüència del descobriment el 1777 d'una nova mena de ferro, prop de la muntanya de Puig Ventós.
L'optimisme exagerat que va despertar el descobriment del mener de ferro a Anglès va suposar que es construís a la vila tota una indústria per a transformar-lo, però els resultats varen ser catastròfics. La indústria de foneria va haver de tancar, ja que els resultats no es varen correspondre amb l'expectació que havia despertat la descoberta.
La gran nau principal és de planta rectangular, amb coberta a dues aigües de vessants a laterals i orientada en posició longitudinal. Està feta de maçoneria amb un predomini d'obertures de mig punt tant en la façana, la qual recull dues obertures de mida considerable junt amb l'interessant òcul, com en els laterals on s'hi troben quatre obertures de dimensions més petites.
La nau secundària és de planta rectangular amb coberta de vessants a laterals, paral·lela a l'anterior i també orientada longitudinalment. En aquesta segona nau, les obertures de mig punt experimenten un predomini superior. Són unes gran obertures amb una llum molt accentuada que de ben segur exercien d'escenari per a un magatzem.
La torre, coneguda com la "torre dels perdigons" és de planta quadrada i té com a matèria primera el totxo. Mancada d'un teulat físic, s'observa la presència d'una finestra d'arc de mig punt geminada en cada una de les quatre cares.